# جهانگیر فروهر
جهانگیر فروهر (۳ خرداد ۱۲۹۵ – ۱۵ آبان ۱۳۷۶)  بازیگرسینما، تئاتر و تلویزیون ایران بود.
جهانگیر فروهر در بیش از ۱۰۰ فیلم، ۳۰ سریال و چند اثر تئاتری به ایفای نقش پرداخت و از فیلم‌های مهمی که او بازی کرده می‌توان به سوته‌دلان و مسافران اشاره کرد. لیلا فروهر، خوانندهٔ ایرانی مقیم لس‌آنجلس، دختر اوست که در برخی فیلم‌های سینمایی مانند گل خشخاش، رابطه جوانی و شب آفتابی با او همبازی بوده‌است.

## زندگی
جهانگیر فروهر پسر مصطفی‌خان دوام‌السلطنه، نوه میرزا محمدعلی خان قوام‌الدوله و نتیجه میرزا عباس خان قوام‌الدوله، در سال ۱۲۹۵ در شهر اصفهان متولد شد.
 او در هجده سالگی پس از اخذ دیپلم از هنرستان صنعتی، به استخدام نیروی هوایی شاهنشاهی درآمد و به عنوان مکانیک هواپیما مشغول به کار شد. به گفته ابراهیم شوشتری یکی از خلبانان نظامی و از افسران قیام قلعه مرغی، جهانگیر فروهر حتی در پادگان قلعه مرغی نیز به برگزاری تئاتر و اجرای نمایش در باشگاه افسران بازی در تئاتر را تجربه نمود ولی فعالیت هنری وی به‌طور رسمی و حرفه‌ای در سال ۱۳۲۱ با حضور در نمایش «یوسف و زلیخا» در تئاتر سپاهان اصفهان آغاز شد. 
 همچنین بازی در سینما را از سال ۱۳۴۵ با فیلم «گنجینه سلیمان» کاری از «عزیزالله رفیعی» آغاز کرد. او پس از انقلاب به دادگاه‌های انقلاب اسلامی احضار شد. در سال ۱۳۷۰ لوح تقدیر نقش دوم مرد برای فیلم «خانه خلوت» (مهدی صباغ‌زاده) را از دهمین دوره جشنواره فیلم فجر دریافت کرد.

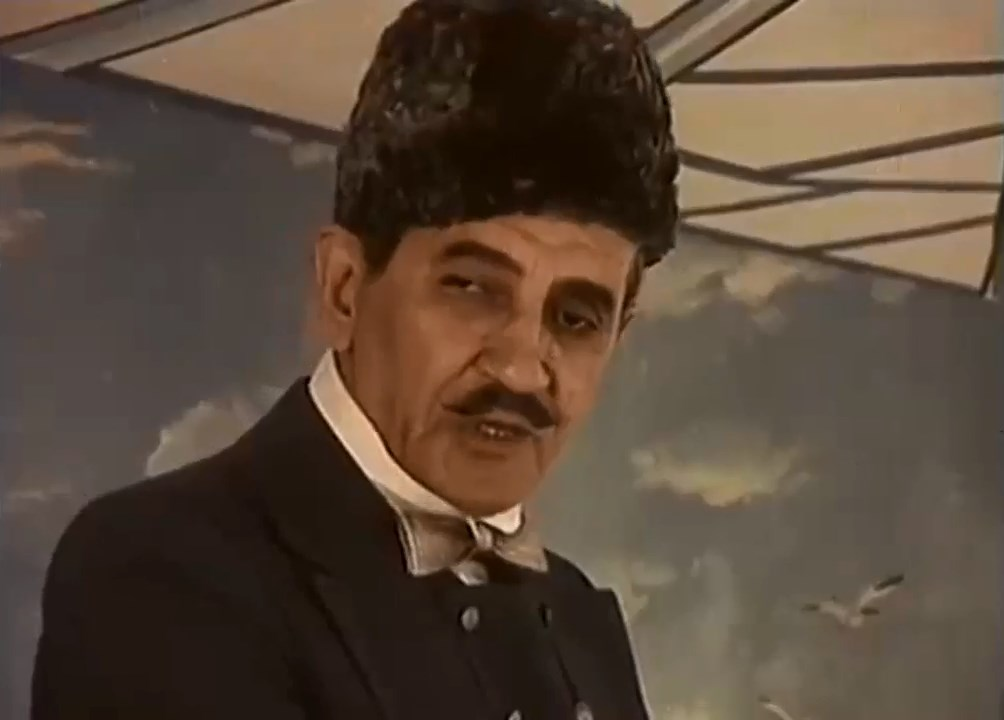
جهانگیر فروهر در نمایی از سریال هزاردستان (در نقش میرزاباقر)

## درگذشت
جهانگیر فروهر در سال ۱۳۷۶ در سن ۸۱ سالگی بر اثر کهولت سن درگذشت. و در قطعه هنرمندان بهشت زهرا به خاک سپرده شد.

## فیلم‌شناسی

### سینما

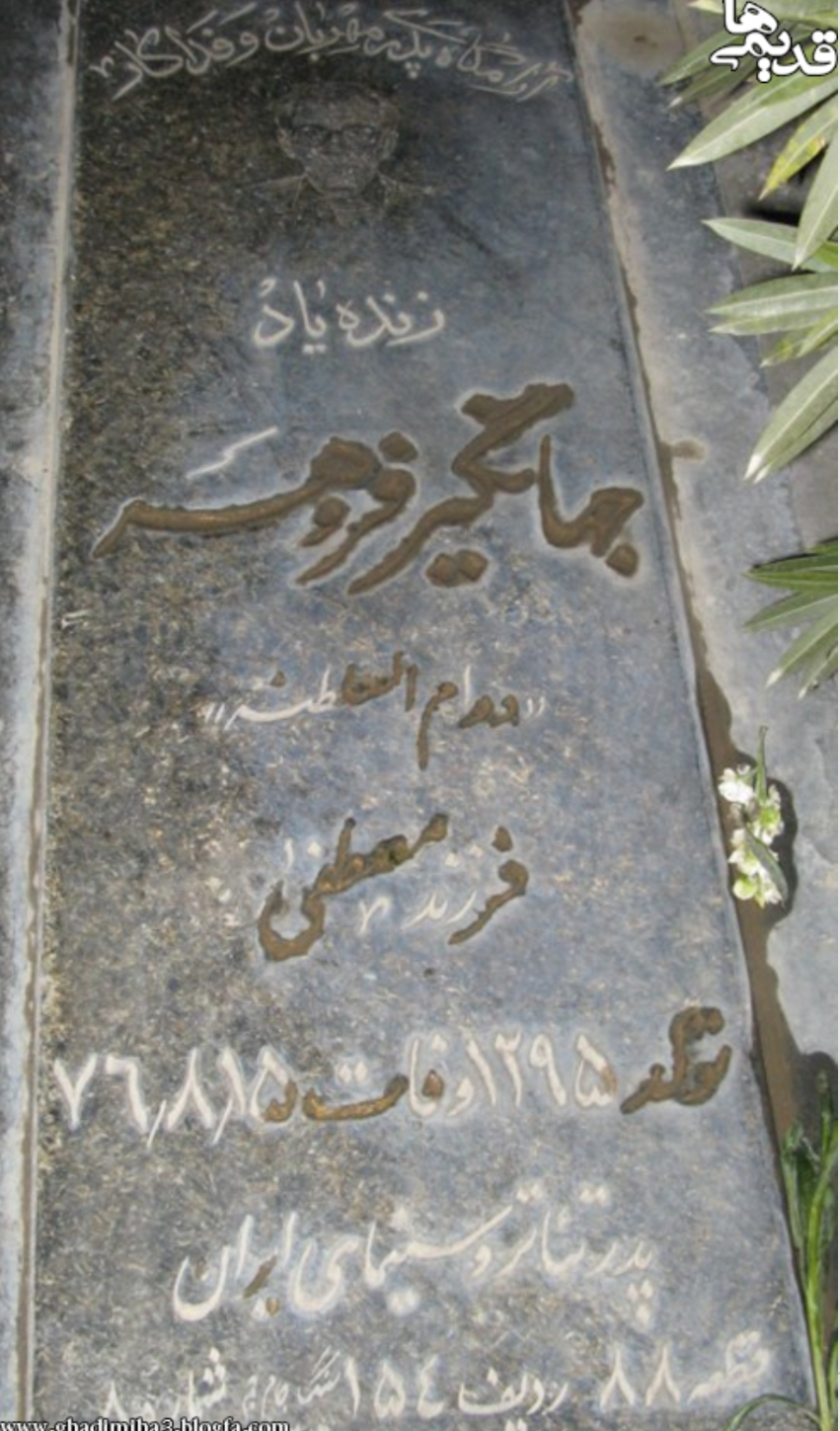
نمایی از مقبره جهانگیر فروهر

1. شب بخیر غریبه (۱۳۷۵)
2. طهران روزگار نو (۱۳۷۵)
3. کمیته مجازات (۱۳۷۴)
4. شیرین و فرهاد (۱۳۷۴)
5. آرزوی بزرگ (۱۳۷۳)
6. الو! الو! من جوجوام! (۱۳۷۳)
7. مأموریت آقای شادی (۱۳۷۱)
8. مجسمه (۱۳۷۱)
9. مستأجر (۱۳۷۱)
10. یکبار برای همیشه (۱۳۷۱)
11. آقای بخشدار (۱۳۷۰)
12. آواز تهران (۱۳۷۰)
13. اوینار (۱۳۷۰)
14. خانه خلوت (۱۳۷۰)
15. راه و بیراه (۱۳۷۰)
16. شانس زندگی (۱۳۷۰)
17. مسافران (۱۳۷۰)
18. ناصرالدین‌شاه آکتور سینما (۱۳۷۰)
19. تیغ آفتاب (۱۳۶۹)
20. رنو تهران - ۲۹ (۱۳۶۹)
21. پول خارجی (۱۳۶۸)
22. راز کوکب (۱۳۶۸)
23. زمان از دست رفته (۱۳۶۸)
24. جعفرخان از فرنگ برگشته (۱۳۶۶)
25. مردی که موش شد (۱۳۶۴)
26. کمال‌الملک (۱۳۶۲)
27. جایزه (۱۳۶۱)
28. طلوع انفجار (۱۳۵۹)
29. پرستش (۱۳۵۷)
30. جانی و تپل (۱۳۵۶)
31. حلقه‌های ازدواج (۱۳۵۶)
32. در امتداد شب (۱۳۵۶)
33. سوته‌دلان (۱۳۵۶)
34. شب آفتابی (۱۳۵۵)
35. مشکل آقای اعتماد (۱۳۵۵)
36. رابطه جوانی (۱۳۵۵)
37. گل خشخاش (۱۳۵۵)
38. زنبورک (۱۳۵۴)
39. اسرار گنج دره جنی (۱۳۵۳)
40. تشنه‌ها (۱۳۵۳)
41. گل پری جون (۱۳۵۳)
42. گوزن‌ها (۱۳۵۳)
43. مسلخ (۱۳۵۳)
44. مظفر (۱۳۵۳)
45. هرجایی (۱۳۵۳)
46. بیگانه (۱۳۵۲)
47. صمد به مدرسه می‌رود (۱۳۵۲)
48. غول (۱۳۵۲)
49. مترس (۱۳۵۲)
50. آبنبات چوبی (۱۳۵۱)
51. پخمه (۱۳۵۱)
52. خواستگار (۱۳۵۱)
53. خیلی هم ممنون (۱۳۵۱)
54. ستارخان (۱۳۵۱)
55. صمد و سامی، لیلا و لیلی (۱۳۵۱)
56. قلندر (۱۳۵۱)
57. مرد اجاره‌ای (۱۳۵۱)
58. همیشه قهرمان (۱۳۵۱)
59. ایوالله (۱۳۵۰)
60. خوشگل محله (۱۳۵۰)
61. خوشگلترین زن عالم (۱۳۵۰)
62. داش‌آکل (۱۳۵۰)
63. سه تا جاهل (۱۳۵۰)
64. شاطر عباس (۱۳۵۰)
65. پنجره (۱۳۴۹)
66. یاقوت سه چشم (۱۳۴۹)
67. تاکسی عشق (۱۳۴۹)
68. حادثه‌جویان (۱۳۴۹)
69. سکه شانس (۱۳۴۹)
70. شب اعدام (۱۳۴۹)
71. مردی از جنوب شهر (۱۳۴۹)
72. پهلوان پهلوانان (۱۳۴۸)
73. تعطیلات داش اسمال (۱۳۴۸)
74. قصه دلها (۱۳۴۸)
75. قهوه‌خانه قنبر (۱۳۴۸)
76. مردان روزگار (۱۳۴۸)
77. بی‌گناهی در شهر (۱۳۴۷)
78. ستاره هفت آسمان (۱۳۴۷)
79. رودخانه وحشی (۱۳۴۷)
80. ستاره هفت آسمان (۱۳۴۷)
81. سه دیوانه (۱۳۴۷)
82. کشتی نوح (۱۳۴۷)
83. عمو سبزی فروش (۱۳۴۶)
84. عصیان (۱۳۴۵)
85. نخاله قهرمان (۱۳۴۵)
86. گنجینه سلیمان (۱۳۴۵)

### تلویزیون
| سال       | نام                    | سمت    | کارگردان         | توضیحات |
| --------- | ---------------------- | ------ | ---------------- | --- |
| ۱۳۷۶      | گل‌های آفتابگردان       | بازیگر | مسعود شاه‌محمدی   | از برنامه «سیمای خانواده» پخش می‌شد. |
| ۱۳۷۴–۱۳۷۶ | پهلوانان نمی‌میرند      | بازیگر | حسن فتحی         | در نقش «رئیس تامینات» / شبکه ۲ |
| ۱۳۷۶      | یک مرد آبی             | بازیگر | محسن شاه‌محمدی    | |
| ۱۳۷۵      | زیر چتر خورشید         | بازیگر | بهمن زرین‌پور     | |
| ۱۳۷۵      | ماجراهای خانه شماره ۱۳ | بازیگر | اسماعیل میهن‌دوست | در برنامهٔ «سیمای خانواده» شبکه ۱ پخش می‌شد. |
| ۱۳۷۵      | یحیی و گلابتون         | بازیگر | اصغر آبگون       | شبکه ۲ |
| ۱۳۷۴–۱۳۷۵ | دزدان مادربزرگ         | بازیگر | مهدی صباغ‌زاده    | شبکه ۱ |
| ۱۳۷۴      | داستان یک زندگی        | بازیگر | کامبیز دری       | از برنامه «سیمای خانواده» پخش می‌شد. |
| ۱۳۷۴      | درد پنهان              | بازیگر | ؟                | از برنامه «سیمای خانواده» پخش می‌شد. |
| ۱۳۷۴      | نابغه‌های قرن بیستم     | بازیگر | حسین محب‌اهری     | شبکه ۳ |
| ۱۳۷۴      | راهیان                 | بازیگر | علی بیابانی      | شبکه ۱ |
| ۱۳۷۴      | آخرین ستاره شب         | بازیگر | منوچهر پوراحمد   | |
| ۱۳۷۳      | شلیک نهایی             | بازیگر | محسن شاه‌محمدی    | |
| ۱۳۷۳      | همه وصیت من            | بازیگر | خسرو ملکان       | |
| ۱۳۷۲      | جاده                   | بازیگر | فریدون فرهودی    | شبکه ۲ |
| ۱۳۷۱      | روزگار وصل             | بازیگر | مسعود رشیدی      | شبکه ۱ |
| ۱۳۷۱      | گزارش، نقطه صفر        | بازیگر | محسن شاه‌محمدی    | شبکه ۱ |
| ۱۳۷۰      | امام علی               | بازیگر | داوود میرباقری   | در نقش «ابوسفیان» |
| ۱۳۵۸–۱۳۶۶ | هزاردستان              | بازیگر | علی حاتمی        | در دو نقشِ «کفیل شعبه تامینات» در تهران قدیم و «پیشکار مخصوص خانِ مظفر» در تهران جدید                                                                      |
| ۱۳۵۶      | غارتگران               | بازیگر | محمد متوسلانی    | در بهار ۱۳۵۷ پخش شد. |
| ۱۳۵۶      | ایتالیا ایتالیا        | بازیگر | نوذر آزادی       | در نقش «۹۳» (یک گانگستر حرفه‌ای و دستیار خانم مفخم) |
| ۱۳۵۴      | دائی جان ناپلئون       | بازیگر | ناصر تقوایی      | در نقش نایب تیمورخان این سریال در سال ۱۳۵۵ از تلویزیون ملی پخش شد.                                                                                       |
| ۱۳۵۴      | سلطان صاحبقران         | بازیگر | علی حاتمی        | در نقش «میرزا آقاخان نوری» این سریال در ۱۳ قسمت و به صورت سیاه سفید، برای نخستین بار از «۱۵ آبان ۱۳۵۴» و برای بار دوم، از «۷ تیرماه ۱۳۵۶» پخش شد.        |
| ۱۳۵۴      | کاف‌شو                  | بازیگر | پرویز صیاد       | «کاف‌شو» در واقع یکصد و پنجاه و یکمین و آخرین قسمت از مجموعه تلویزیونی «اختاپوس» بود که به مناسبت نوروز ۵۴ ساخته شده بود و در ۱۳ فروردین ماه ۱۳۵۴ پخش شد. |
| ۱۳۵۳–۱۳۵۴ | آدم به آدم             | بازیگر | پرویز صیاد       | این سریال، ادامهٔ سریال «اختاپوس» بود. |
| ۱۳۵۳      | اختاپوس                | بازیگر | پرویز صیاد       | |
| ۱۳۵۰      | تله‌تئاتر «قماربازان»   | بازیگر | نوذر آزادی       | نویسنده: «نیکلای گوگول» |